# Obed Dlamini
Obed Mfanyana Dlamini (Mhlosheni, Shishelweni, 4 de abril de 1937) fue el primer ministro de Suazilandia en el periodo comprendido entre el 12 de julio de 1989 y el 25 de octubre de 1993.

## Biografía
Obed había sido el anterior líder de la Federación de Sindicatos de Suazilandia (SFTU). Sustituyó a Sotsha Dlamini tras la acusación de desobediencia al jefe del Estado de éste.
En las elecciones legislativas de 1993 Obed Dlamini fue declarado vencedor en el tikhundla de Nhlambeni, Manzini, pero no tomó posesión de su cargo inmediatamente debido a una acusación presentada por Simon Mabuza, que alegó irregularidades en las elecciones. Mabuza exponía de Obed había sido nombrado por el jefe de Nhlambeni, Dabula Dlamini, contrariamente a una ley de 1992 y acusó a Dabula de influir en los electores a favor de Obed Dlamini. Esta acusación fue desestimada por el Tribunal Supremo por falta de pruebas.
Posteriormente se unió al Congreso de Liberación Nacional Ngwane (NNLC) y en abril de 1999 fue nombrado presidente de la Alianza Democrática de Suazilandia (SDA) un partido político formado a partir de la unión del Congreso de Liberación Nacional Ngwane (NNLC), el Movimiento Popular Democrático Unido (PUDEMO) y el SFTU y favorable a la democratización del país.